# Pręgomysz berberyjska
Pręgomysz berberyjska (Lemniscomys barbarus) – gatunek gryzonia z rodziny myszowatych występujący w Maghrebie (Afryce Północnej) wzdłuż wybrzeża Morza Śródziemnego.

## Klasyfikacja
Gatunek został opisany naukowo w 1767 roku przez Linneusza. Subsaharyjska populacja, dawniej zaliczana do tego gatunku, obecnie jest klasyfikowana jako pręgomysz zebrowana (L. zebra). Wraz z pręgomyszą pustelniczą (L. hoogstraali) te trzy gatunki tworzą blisko spokrewnioną grupę w obrębie rodzaju Lemniscomys. Gryzonie te znane są z zapisu kopalnego od środkowego plejstocenu.

## Biologia
Pręgomysz berberyjska występuje w Maroku, Algierii i Tunezji, w pasie wzdłuż wybrzeża Morza Śródziemnego i Atlantyku (mniej więcej po Agadir). Żyje na północ i północny zachód od gór Atlas, od 1000 m n.p.m. po poziom morza; istnieją dwa doniesienia o osobnikach złapanych u podnóża Atlasu, daleko od wybrzeży. Zamieszkuje obszary porośnięte przez krzewy i drzewa strefy śródziemnomorskiej, także na gruntach ornych. Spotykana na wyniesieniach skalnych wśród porośniętych roślinnością wydm nadmorskich i krzewów jałowców. Zwierzęta te są aktywne w dzień i rzadko spotyka się ich szczątki w wypluwkach sów.

## Populacja
Pręgomysz berberyjska jest uznawana za gatunek najmniejszej troski. W niektórych latach jest pospolita, choć w innych gęstość populacji jest niska. Wprawdzie jest poszukiwana jako zwierzę domowe ze względu na atrakcyjny wygląd, ale łatwo rozmnaża się w niewoli i uważa się, że nie jest zagrożona przez nielegalny odłów.